# جينا لولو بريجيدا
جينا لولو بريجيدا (بالإيطالية: Gina Lollobrigida)‏ (4 يوليو 1927 - 16 يناير 2023)، هي ممثلة ونحاتة ومصورة صحفية إيطالية. هي واحدة من أشهر الممثلات الإيطاليات في تاريخ السينما، بل وكانت أيقونة السينما في فترة الخمسينيات والستينيات من القرن العشرين. لُقبت بـ"سمراء الشاشة الفاتنة"، شاركت التمثيل مع كبار الممثلين في خمسينات القرن العشرين. وقدمت أدوارا أمام نجوم كبار في هوليوود مثل همفري بوغارت وروك هدسون وبرت لانكستر وتوني كرتيس وفرانك سيناترا، وكانت من أكثر رموز السينما شهرة في خمسينيات وستينيات القرن العشرين. وكانت لولو بريجيدا، نجمة الإثارة السابقة التي انطلقت مسيرتها سنة 1952 مع فيلم "فانفان لا توليب" للمخرج الفرنسي كريستيان جاك

## وصلات خارجية
- جينا لولو بريجيدا على موقع IMDb (الإنجليزية)
- جينا لولو بريجيدا على موقع ميتاكريتيك (الإنجليزية)
- جينا لولو بريجيدا على موقع الموسوعة البريطانية (الإنجليزية)
- جينا لولو بريجيدا على موقع روتن توميتوز (الإنجليزية)
- جينا لولو بريجيدا على موقع مونزينجر (الألمانية)
- جينا لولو بريجيدا على موقع قاعدة بيانات الأفلام العربية
- جينا لولو بريجيدا على موقع ألو سيني (الفرنسية)
- جينا لولو بريجيدا على موقع ميوزك برينز (الإنجليزية)
- جينا لولو بريجيدا على موقع تيرنر كلاسيك موفيز (الإنجليزية)
- جينا لولو بريجيدا على موقع أول موفي (الإنجليزية)